# Guilherme Hage
Guilherme Magnani Hage (ur. 28 października 1988) – brazylijski siatkarz, grający na pozycji przyjmującego. 
Jego młodsza siostra Letícia, również jest siatkarką. 

## Sukcesy klubowe
Klubowe Mistrzostwa Ameryki Południowej:
- 2010, 2019

Liga brazylijska:
- 2010

Puchar Króla Hiszpanii:
- 2014, 2016, 2021

Liga hiszpańska:
- 2016, 2017, 2021
- 2014
- 2022[2]

Superpuchar Hiszpanii:
- 2015, 2021[3]

Liga argentyńska:
- 2019

## Sukcesy reprezentacyjne
Mistrzostwa Świata Kadetów:
- 2005

Mistrzostwa Ameryki Południowej Juniorów:
- 2006

Mistrzostwa Świata Juniorów:
- 2007